# Бібліотека імені Панаса Мирного (Київ)
Публічна бібліотека імені Панаса Мирного Оболонського району м. Києва.

## Адреса
04202 м. Київ, вул. Ю.Кондратюка, 4-б. 

## Транспорт
Автобуси: 32, 99 (зупинка  "Школа"), Тролейбуси: 33 і 6  (зупинка "Школа")

## Характеристика
Площа приміщення бібліотеки — 584 м², книжковий фонд — 40,0 тис. примірників. Щорічно обслуговує 4,5 тис. користувачів, кількість відвідувань за рік — 25,0 тис., книговидач — 103,0 тис. примірників.

## Історія
Приміщення бібліотеки знаходилося на Подолі на вулиці Ярославській до Другої світової війни. Під час війни бібліотеку було евакуйовано. Після війни в 1945 році бібліотека знову відкрилася за тією ж адресою. Фонд становив на той час майже 30 тисяч примірників.
У 1960 році бібліотеці присвоєно ім'я Панаса Мирного. В 1972 році бібліотека переїздить на Мінський масив. 